# Gran Premi de Sud-àfrica del 1968
Resultats del Gran Premi de Sud-àfrica de Fórmula 1 de la temporada 1968, disputat al circuit de Kyalami l'1 de gener del 1968.

## Resultats
| Pos | No | Pilot                | Equip             | Voltes | Temps/ Retirada          | Pos. de sortida | Punts |
| --- | -- | -------------------- | ----------------- | ------ | ------------------------ | --------------- | ----- |
| 1   | 4  | Jim Clark            | Lotus - Ford      | 80     | 1h 53' 56. 6             | 1               | 9     |
| 2   | 5  | Graham Hill          | Lotus - Ford      | 80     | + 25.3 s                 | 2               | 6     |
| 3   | 3  | Jochen Rindt         | Brabham - Repco   | 80     | + 30.4 s                 | 4               | 4     |
| 4   | 8  | Chris Amon           | Ferrari           | 78     | + 2 Voltes               | 8               | 3     |
| 5   | 1  | Denny Hulme          | McLaren - BRM     | 78     | + 2 Voltes               | 9               | 2     |
| 6   | 21 | Jean Pierre Beltoise | Matra - Ford      | 77     | + 3 Voltes               | 18              | 1     |
| 7   | 19 | Jo Siffert           | Cooper - Maserati | 77     | + 3 Voltes               | 16              |       |
| 8   | 7  | John Surtees         | Honda             | 75     | + 5 Voltes               | 6               |       |
| 9   | 17 | John Love            | Brabham - Repco   | 75     | + 5 Voltes               | 17              |       |
| NC  | 23 | Jackie Pretorius     | Brabham - Climax  | 71     | No classificat           | 23              |       |
| Ret | 6  | Dan Gurney           | Eagle - Weslake   | 58     | Pèrdua d'oli             | 12              |       |
| Ret | 9  | Jacky Ickx           | Ferrari           | 51     | Pèrdua d'oli             | 11              |       |
| Ret | 20 | Jo Bonnier           | Cooper - Maserati | 46     | Sobreescalfament         | 19              |       |
| Ret | 16 | Jackie Stewart       | Matra - Ford      | 43     | Motor                    | 3               |       |
| Ret | 18 | Sam Tingle           | LDS - Repco       | 35     | Sobreescalfament         | 22              |       |
| Ret | 25 | Basil van Rooyen     | Cooper - Climax   | 22     | Motor                    | 20              |       |
| Ret | 11 | Pedro Rodríguez      | BRM               | 20     | Prob. amb el combustible | 10              |       |
| Ret | 2  | Jack Brabham         | Brabham - Repco   | 16     | Motor                    | 5               |       |
| Ret | 10 | Andrea de Adamich    | Ferrari           | 13     | Accident                 | 7               |       |
| Ret | 12 | Mike Spence          | BRM               | 7      | Prob. amb el combustible | 14              |       |
| Ret | 14 | Brian Redman         | Cooper - Maserati | 4      | Pèrdua d'oli             | 21              |       |
| Ret | 22 | Dave Charlton        | Brabham - Repco   | 3      | Diferencial              | 14              |       |
| Ret | 15 | Ludovico Scarfiotti  | Cooper - BRM      | 2      | Pèrdua d'aigua           | 15              |       |

## Altres
- Pole: Jim Clark 1' 21. 6

- Volta ràpida: Jim Clark 1' 23. 7 (a la volta 73)